# Lac Besh-Tash
 (juin 2020).
Le lac Besh-Tash (kirghize : Беш Таш) est un lac barré par des roches situé dans la province de Talas au Kirghizistan. Il est situé à une altitude d'environ 3 000 m dans le lit de la rivière Besh-Tash, affluent gauche de la rivière Talas.